# Estádio de Jurong Oeste
O Estádio Jurong Oeste é um estádio multi-usos que faz parte do Centro Recreativo e Desportivo de Jurong Oeste localizado em Jurong Oeste, Singapura. É usado sobretudo para jogos de futebol, e é a casa do Gombak United FC. O estádio tem capacidade para 4 mil pessoas.
O estádio foi aberto oficialmente a 10 de Novembro de 2006. O estádio irá ser usado para jogos de futebol dos Jogos Olímpicos da Juventude 2010.